# نظام تحويل الرسائل المالية (SPFS)
نظام تحويل الرسائل المالية ( (بالروسية: Система передачи финансовых сообщений (СПФС))‏ بالإنجليزية: System for Transfer of Financial Messages ) هو المكافئ الروسي لنظام التحويل المالي سويفت، والمطور لنظام إس بي إف إس هو البنك المركزي الروسي.  بدأ التطوير النظام منذ عام 2014، عندما هددت حكومة الولايات المتحدة بفصل روسيا عن نظام سويفت. 
تم تنفيذ أول معاملة على شبكة SPFS لمؤسسة غير مصرفية في ديسمبر 2017.  في مارس 2018 ، كان هناك أكثر من 400 مؤسسة (معظمها من البنوك) جزءًا من هذا النظام. 
مقارنة بنظام سويفت ، يواجه نظام SPFS عددًا من التحديات، لا سيما ارتفاع تكاليف المعاملات  على الرغم من انخفاض رسوم المعاملات في مارس 2018 بشكل جذري إلى (0.012–0.015 $) لكل معاملة.  ومن التحديات أيضا أن النظام يعمل فقط داخل روسيا،  على الرغم من وجود خطط لدمج شبكة نظام SPFS مع نظام المدفوعات عبر الحدود بين البنوك في الصين وهو النظام البديل لنظام سويفت في الصين. 
كما تجري الحكومة الروسية محادثات لتوسيع استخدام النظام ليشمل البلدان النامية مثل تركيا وإيران.  يُنظر إلى نظام SPFS، بسبب قيوده، على أنه الملاذ الأخير، وليس كبديل لشبكة سويفت.  منذ عام 2019، تم التوصل إلى العديد من الاتفاقيات لربط نظام SPFS بأنظمة الدفع في البلدان الأخرى في الصين والهند وإيران، وكذلك البلدان داخل الاتحاد الاقتصادي الأوراسي التي تخطط لإستعمال نظام SPFS بشكل مباشر.  
في نهاية عام 2020، كان هناك 23 بنكًا أجنبيًا مرتبطًا بنظام SPFS من أرمينيا وبيلاروسيا وألمانيا وكازاخستان وقيرغيزستان وسويسرا. 

## روابط خارجية
- الموقع الرسمي (باللغة الإنجليزية)
- الموقع الرسمي (باللغة الروسية)